# Palma Sola de Ramírez
Palma Sola de Ramírez är en ort i Mexiko.   Den ligger i kommunen Misantla och delstaten Veracruz, i den sydöstra delen av landet, 240 km öster om huvudstaden Mexico City. Palma Sola de Ramírez ligger 666 meter över havet och antalet invånare är 124.
Terrängen runt Palma Sola de Ramírez är huvudsakligen kuperad, men åt sydväst är den bergig. Runt Palma Sola de Ramírez är det ganska tätbefolkat, med 124 invånare per kvadratkilometer. Närmaste större samhälle är Misantla, 8,7 km nordost om Palma Sola de Ramírez. Omgivningarna runt Palma Sola de Ramírez är en mosaik av jordbruksmark och naturlig växtlighet.